# 片岡リサ
片岡 リサ（かたおか りさ、1978年 - ）は、大阪府大阪市生まれの箏曲家、大阪音楽大学特任准教授。宮城道雄の孫弟子にあたる。大阪音楽大学卒業、同専攻科修了。大阪大学大学院文学研究科博士前期課程（音楽学）修了。専攻は日韓伝統音楽比較。

## 受賞歴
- 2001年 平成13年度文化庁芸術祭新人賞を史上最年少で受賞
- 2011年 第21回出光音楽賞受賞
- 2011年 平成23年度咲くやこの花賞受賞